# Xã Enterprise, Quận Reno, Kansas
Xã Enterprise (tiếng Anh: Enterprise Township) là một xã thuộc quận Reno, tiểu bang Kansas, Hoa Kỳ. Năm 2010, dân số của xã này là 128 người.